# Bjørn Larsson
Bjørn Larsson (ur. 18 października 1924 w Grorud w Oslo, zm. 23 listopada 2021 w Oslo) – norweski zapaśnik walczący w stylu wolnym. Olimpijczyk z Helsinek 1952, gdzie odpadł w eliminacjach w wadze lekkiej do 67 kg.

## Letnie Igrzyska Olimpijskie 1952
| Konkurencja            | Walki                   | Walki             | Klas. końcowa |
| Konkurencja            | Pierwsza runda          | Druga runda       | Miejsce       |
| ---------------------- | ----------------------- | ----------------- | ------------- |
| styl wolny, waga lekka | Takeo Shimotori (JPN) P | Jan Cools (BEL) P | druga runda   |